# Coprosma ciliata
Coprosma ciliata är en måreväxtart som beskrevs av Joseph Dalton Hooker. Coprosma ciliata ingår i släktet Coprosma och familjen måreväxter. Inga underarter finns listade i Catalogue of Life.